# Tratado Secreto de Dover
O Tratado de Dover, também conhecido como Tratado Secreto de Dover, foi um tratado entre a Inglaterra e a França assinado em Dover em 1º de junho de 1670. Exigia que o monarca inglês Carlos II se convertesse à Igreja Católica Romana em alguma data futura e que dispusesse a Luís XIV 60 navios de guerra e 4.000 soldados para apoiar os franceses na guerra expansionista contra a República Holandesa. Em troca, Carlos II receberia secretamente uma pensão anual de £230.000, bem como uma soma extra de dinheiro quando Carlos informasse ao povo inglês de sua conversão, e a França enviaria 6.000 soldados franceses se houvesse uma rebelião contra seu reinado. 
O tratado secreto foi assinado pelo Conde de Arlington, Arundell, Clifford e Bellings para a Inglaterra e Charles Colbert de Croissy para a França. Os dois monarcas trocaram cartas de ratificação e mantiveram em segredo a existência do tratado. Um tratado público de Dover também foi negociado, mas era uma estratégia projetada para fins de propaganda e para esconder a dimensão religiosa do tratado secreto. A Terceira Guerra Anglo-Holandesa foi uma consequência direta desse tratado. O tratado real foi publicado por historiadores um século depois.

## Negociação e disposições

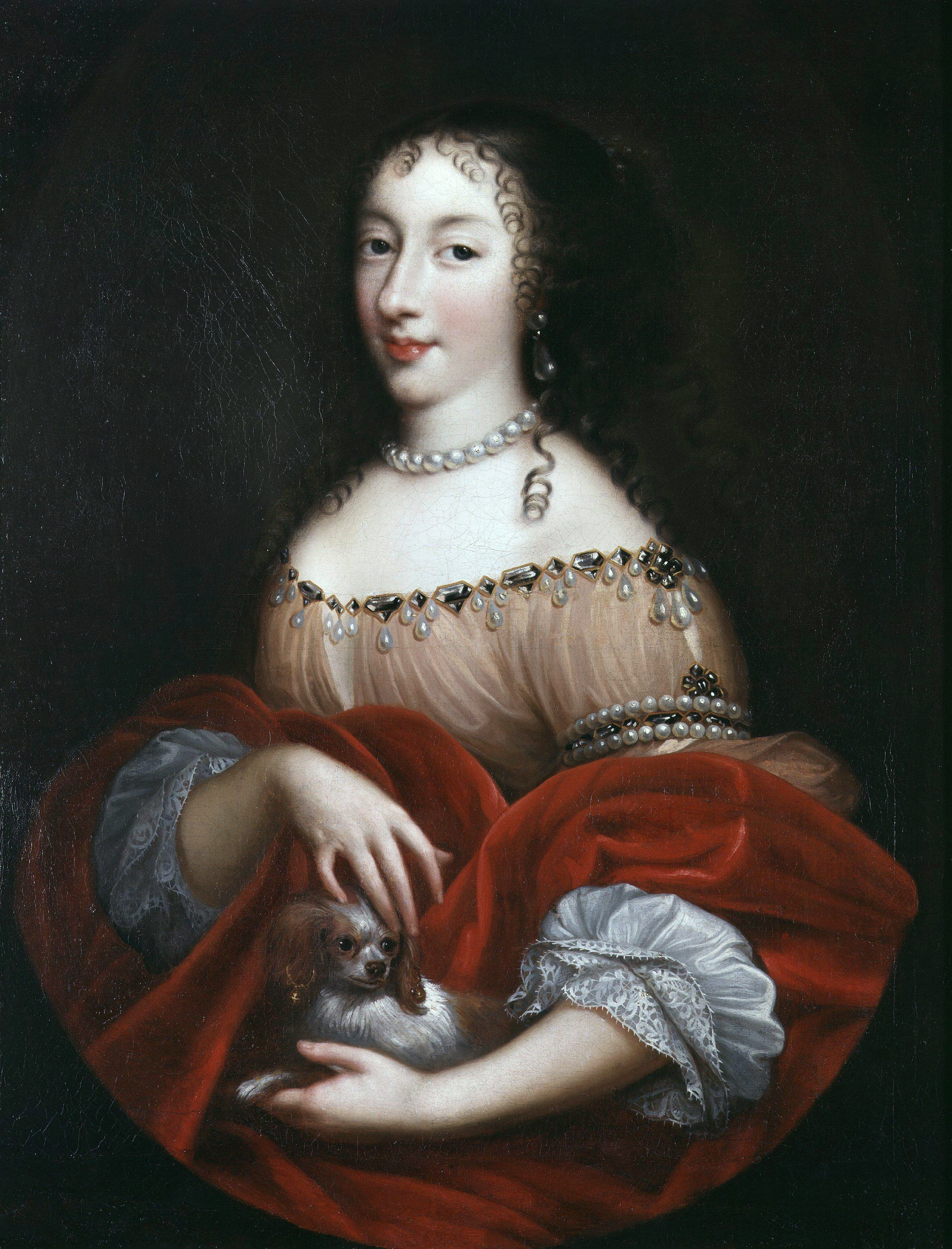
Henriqueta, a irmã mais nova de Carlos II, ajudou nas negociações que levaram ao Tratado Secreto de Dover (26 de maio de 1670).

Não se sabe quem primeiro propôs uma aliança entre a Inglaterra e a França, ou quando essa possibilidade foi discutida pela primeira vez. As duas nações discutiram secretamente a possibilidade de formar um relacionamento mais próximo após a Restauração em 1660, e Carlos sugeriu um tratado anglo-francês na época, mas nenhum foi assinado. Carlos presumiu que Luís preferiria uma aliança com a Inglaterra a uma com os holandeses, mas estava errado: um tratado com a Inglaterra não era necessário para os objetivos de Luís na Holanda espanhola, mas um tratado com a República Holandesa evitaria uma guerra. Um tratado defensivo franco-holandês foi assinado em 1662. As relações entre a Inglaterra e a França continuaram a se deteriorar, levando a uma declaração de guerra francesa contra a Inglaterra em janeiro de 1666, apoiando os holandeses na Segunda Guerra Anglo-Holandesa.
A França teve um papel menor na guerra, à medida que cresciam as suspeitas mútuas entre os holandeses e Luís. Após o Tratado de Paz de Breda (1667), Luís invadiu os Países Baixos Espanhóis no final daquele ano, dando início à Guerra da Devolução. Para se opor à expansão francesa na região, uma Tríplice Aliança foi formada entre a República Holandesa, a Inglaterra e a Suécia durante 1668, que imediatamente pressionou Luís a assinar um tratado de paz com a Espanha. Durante 1669, o atrito entre os membros da Tríplice Aliança convenceu Luís de que ele poderia induzir a Inglaterra ou a República Holandesa a deixá-la. Após uma tentativa malsucedida de negociar com os holandeses, Luís foi abordado por Carlos com a oferta de uma aliança, que foi entregue secretamente pela irmã de Carlos. Nesta fase, os únicos participantes nas negociações foram Luís XIV da França, Carlos II da Inglaterra e a irmã de Carlos, Henriqueta, duquesa d'Orléans. Luís era primo - irmão de Carlos (por meio de seu avô Henrique IV da França); Henriqueta também era cunhada de Luís por meio de seu casamento com seu único irmão, Phillippe, duc d'Orléans.
Os motivos de Carlos para entrar secretamente em negociações com a França, enquanto a Inglaterra ainda fazia parte da Tríplice Aliança contra a França, foram debatidos entre historiadores. Os motivos sugeridos incluem: o desejo de obter a aliança do estado mais forte da Europa; garantir a independência política e financeira de Carlos do parlamento inglês; para colocar a Inglaterra em posição de receber uma parte do Império Espanhol se ele se separasse (o jovem Carlos II da Espanha não tinha herdeiro claro); ganhar o apoio dos católicos ingleses (e possivelmente também dos dissidentes protestantes) para a monarquia; ou em busca de vingança sobre os holandeses pela derrota inglesa na Segunda Guerra Anglo-Holandesa, particularmente a humilhante Batalha de Medway. Carlos inicialmente tentou formar uma aliança com a França em 1668, sem abandonar a Tríplice Aliança, então não foi tão consistente quanto Luís na oposição aos holandeses. Luís foi casado com Maria Teresa, a filha mais velha de Filipe IV da Espanha (falecido em 1665); Maria Teresa renunciou a seus direitos de herança, mas Luís consistentemente manobrou para adquirir o território espanhol adjacente à França e promover a reivindicação potencial de sua esposa ao trono espanhol. Luís rejeitou a abordagem de Carlos em 1668, pois Carlos não estava disposto a se juntar a um ataque francês à Espanha.
No início de 1669, Luís tentou obter o acordo holandês para adquirir a totalidade ou a maior parte dos Países Baixos Espanhóis, mas os próprios holandeses estavam ansiosos para impedir que um exército francês ficasse estacionado em ou perto de suas fronteiras. Durante o mesmo período, Carlos tentou preservar a Tríplice Aliança resolvendo questões pendentes de comércio exterior com os holandeses, com pouco sucesso. Carlos tentou simultaneamente reiniciar as negociações para uma aliança francesa, mas Luís repetiu a condição de que a Grã-Bretanha deveria se juntar a ele no ataque à Holanda. Carlos permaneceu sem entusiasmo, mas seu fracasso em obter a segurança que buscava por outros meios diplomáticos o forçou a aceitar essa pré-condição, sujeito à substancial assistência financeira francesa. As partes iniciaram discussões mais detalhadas em dezembro de 1669. Durante os cinco meses em que os termos detalhados foram acordados, ambas as partes tentaram chegar a um entendimento com a Espanha: a percepção de que a Espanha poderia ceder a Holanda espanhola à França em uma troca territorial ou agir em conjunto com a Tríplice Aliança foi um forte incentivo para Carlos e Luís, respectivamente, para chegar a um acordo final.
Pelo tratado secreto, Carlos deveria abandonar a Tríplice Aliança com a Suécia e a República Holandesa em favor de ajudar Luís na conquista da República Holandesa. Desde que a conquista fosse completada com sucesso, a Inglaterra prometeu vários portos muito lucrativos ao longo de um dos principais rios que correm pela República Holandesa.
Pelo Artigo 7 do tratado, Carlos foi capaz de garantir apenas uma vaga promessa de que os direitos e interesses de seu sobrinho, William, Príncipe de Orange, seriam respeitados.
O tratado secreto não se tornou público até 1771, quando o historiador Sir John Dalrymple publicou seu conteúdo em suas Memoirs of Great Britain and Ireland. Se tivesse sido publicado durante a vida de Carlos II, os resultados poderiam ter sido drásticos; considerando o enorme efeito das afirmações altamente duvidosas de Titus Oates de uma conspiração papista, uma reação ainda maior poderia ter ocorrido se o público inglês soubesse que o rei realmente se obrigou a se tornar católico e que estava disposto a confiar nas tropas francesas para impor aquela conversão em seus próprios assuntos.

## O tratado "cover"
O tratado secreto foi assinado e selado em junho de 1670. O Duque de Buckingham foi então nomeado para negociar um tratado com o rei da França. Ele ficou surpreso com a facilidade com que tudo correu. Esse tratado seguia de perto o tratado secreto recém-concluído, mas a cláusula pela qual o rei Carlos se declararia católico romano assim que os negócios de seu reino o permitissem não apareceu; nem, portanto, a estipulação de que o ataque aos Países Baixos seguiria sua declaração. Este tratado foi assinado por todos os cinco membros do Cabal Ministry em 21 de dezembro de 1670 e foi divulgado ao público. No entanto, o rei Carlos e os franceses sabiam que era uma farsa sem sentido.

## Consequências
Os preparativos militares demoraram algum tempo; Luís declarou guerra aos holandeses em 6 de abril de 1672, e Carlos fez o mesmo no dia seguinte. Em 14 de abril de 1672, ao abrigo do Tratado de Estocolmo, a França pagou subsídios à Suécia para se manter neutra, ao mesmo tempo que prometia apoio militar à Suécia caso fosse ameaçada por Brandemburgo-Prússia. Esta aliança franco-sueca completou o cerco diplomático de Luís à República.
A Terceira Guerra Anglo-Holandesa começou mal para os holandeses. A estratégia francesa era invadir a República Holandesa ao longo da linha do rio Reno, onde as defesas holandesas eram mais fracas, flanqueando as principais defesas na fronteira holandesa com a Holanda espanhola. Apesar das advertências sobre as intenções francesas, o líder holandês Johan de Witt erroneamente pensou que a guerra contra a França e a Inglaterra seria decidida no mar e priorizou equipar a frota holandesa enquanto negligenciava as fortalezas da fronteira oriental. Isso levou a sucessos iniciais significativos da França e ao quase colapso do exército holandês, que foi forçado a recuar para trás das inundações da Linha de Água Holandesa e oferecer termos de paz muito favoráveis à França. O ano de 1672 é conhecido pelos holandeses como Rampjaar ou 'Ano do desastre': os orangistas culparam De Witt, a quem forçaram a renunciar, e mais tarde o mataram brutalmente e seu irmão.
O espaço para respirar proporcionado por sua retirada atrás das inundações, seguido por reformas militares, recrutamento de novas tropas e assistência espanhola não oficial, permitiu ao exército holandês, liderado por Guilherme III de Orange como seu capitão-geral, manter a linha de água holandesa para o resto de 1672 e 1673. Luís estava agora envolvido em uma guerra de atrito e enfrentava oposição crescente de outras potências europeias. Carlos estava com pouco dinheiro, já que os custos de implantação da frota inglesa eram muito maiores do que o esperado, apesar dos subsídios franceses, e ele enfrentou crescente oposição interna à guerra. Parte dessa oposição relacionava-se às percepções inglesas de que a frota francesa havia ficado de lado enquanto a frota inglesa suportava o peso da luta contra os holandeses.
Na Batalha de Solebay em 1672, d'Estrées, comandando a esquadra francesa, evitou a batalha principal e apenas enfrentou uma força holandesa muito menor a longo alcance, ganhando a condenação de oficiais ingleses e de alguns franceses. A conduta da frota francesa nas duas Batalhas de Schooneveld de 1673 foi indistinta e, no conflito final de 1673, a Batalha de Texel, D'Estrées, ou por falta de marinharia, ou porque ele havia recebido ordens de Luís XIV para preservar a frota francesa, caso a Inglaterra fizesse as pazes com os holandeses, não conseguiu envolver os holandeses de perto. Além disso, os corsários holandeses tiveram muito mais sucesso na captura de navios mercantes ingleses do que os corsários ingleses atacando os navios holandeses nesta guerra.
Desesperado por fundos, Carlos foi forçado a convocar o Parlamento em sessão pela primeira vez em mais de dois anos. Ele esperava mantê-lo prorrogado, a fim de travar a guerra sem sua supervisão. Em 1674, em grande parte por causa da pressão exercida pelo Parlamento sobre Carlos, a Inglaterra assinou o Tratado de Westminster: isso restaurou em grande parte o status quo anterior à guerra e encerrou a Terceira Guerra Anglo-Holandesa. Os franceses continuariam lutando por mais quatro anos. Uma conferência de paz foi convocada em Nimega em 1676, mas isso fez pouco progresso porque os franceses insistiram em manter a fortaleza holandesa de Maastricht. No entanto, a conclusão de um tratado defensivo anglo-holandês em março de 1678 convenceu Luís a oferecer a paz sem a cessão de qualquer território holandês, levando à assinatura do Tratado de Nimega. Embora não fosse desfavorável aos holandeses, e menos favorável à França do que os termos oferecidos pelos holandeses em 1672, a França ganhou Franche-Comté e várias cidades na Holanda espanhola por este tratado, embora renunciando a outras conquistas. Mais importante ainda, Luís obteve uma vitória diplomática ao quebrar a aliança europeia contra ele.
Em 1672, Carlos emitiu uma Declaração de Indulgência que suspendia as leis penais contra protestantes não-conformes e também relaxava (mas não suspendia) as leis penais aplicáveis aos católicos romanos. Quando o Parlamento se reuniu novamente naquele ano, eles denunciaram a Declaração e anunciaram que o monarca inglês não possuía o poder de emitir proclamações que suspendiam as leis penais aprovadas pelo Parlamento. Além disso, eles se recusaram a financiar a Terceira Guerra Anglo-Holandesa até que a declaração fosse retirada. Carlos foi forçado a cumprir as exigências do Parlamento, encerrando assim a chance oferecida pelo tratado de reconciliar a Inglaterra com a Igreja Católica Romana.

A referência do tratado à possibilidade de "novos direitos da monarquia espanhola reverterem para o rei da França" previa a possibilidade de Carlos II da Espanha morrer sem filhos e de Luís reivindicar o trono espanhol para a Casa de Bourbon por meio de sua esposa. Na época do tratado, o monarca espanhol tinha apenas nove anos, mas sua enfermidade já era evidente e bem conhecida, lançando dúvidas sobre sua capacidade de gerar filhos. No entanto, a promessa de Carlos a Luís foi puramente pessoal e, como o rei espanhol sobreviveu a ele, sua promessa não surtiu efeito. Quando, logo após o término da Guerra dos Nove Anos, a morte de Carlos II da Espanha parecia iminente, os exaustos participantes concordaram pelo Primeiro Tratado de Partição de 1698, intermediado por Guilherme III, que José Fernando da Baviera sucederia aos espanhóis trono, e que a França e a Áustria dividiriam as possessões europeias da Espanha fora da Península Ibérica. Após a morte de José Fernando em 1699, o Segundo Tratado de Partição de 1700, também patrocinado por Guilherme III, concedeu a Espanha e suas possessões ultramarinas ao arquiduque Carlos e a maioria das possessões europeias da Espanha à França. No entanto, quando o rei espanhol morreu sem filhos em 1700, a iniciativa de política externa de Guilherme III foi anulada quando Luís reivindicou toda a herança espanhola para seu neto, e as ambições francesas causaram a Guerra de Sucessão Espanhola.